# 菅野洋佑
菅野 洋佑（すがの ようすけ、1998年9月21日 - ）は、兵庫県出身のアメリカンフットボール選手。米国の全米大学体育協会(NCAA)ディビジョン1 フットボールに所属しているシラキュース・オレンジに所属している。ポジションはラインバッカー（LB）/ディフェンスライン (DL) 。

## 経歴
関西学院中学部時代にアメリカンフットボールを始め、中学3年生時には、甲子園ボウルを経験する。
関西学院高等部時には、3年間クリスマスボウルに出場する。高校3年時には、主将としてクリスマスボウルで敢闘賞を受賞する。同年に、U18日本代表主将も務める。
関西学院高等部アメフト部メンバーの大半は関西学院大学へ進学してアメフトを続けるが、菅野は早くからアメリカの大学でアメフトを行いたい旨を明言しており、安田秀一に支援の相談を行うなどしていた。安田に「アメリカ合衆国の大学には奨学金制度が充実しているので、これを利用したら良いのではないか」とアドバイスされ、菅野はシラキュース大学に合格し、奨学金を受けることになる。なお、この奨学金はスポーツではなく学業の方で取得している。
関西学院高等部卒業後、2017年にペンシルベニア州にあるGreenville High schoolにSenior(高校3年生)として編入する。Greenville High school 在学中に、NCAA Division1 (FCS)に所属するセント・フランシス大学(SFU)よりオファーを受け進学する。日本からNCAAでプレイしているアメフト選手は菅野以外にもいるが、2年生の短期大学で実績と経験を積んでから4年制大学に転校ことが多いが、菅野は始めから4年制の大学に進学へ進学している。
2018年ー2021年までの4年間、試合に出場する。2019年度春シーズンには、チームよりディフェンスMVPを受賞する。2020年度には、PHIL STEELEによる 2021年度の ”FCS ALL AMERICAN & ALL CONFERENCE TEAM”の ALL-NEC 3RD TEAM LBに選出される。
2022年度SFUの卒業後、NCAA ディビジョン1、 ACC、Power 5に所属するシラキュース・オレンジよりオファーを受け、Syracuse Universityの大学院へ進学し、チームに所属する。2022年度は、Syracuse Orangeにて1試合に出場する。